# Жюльен Шпрунгер
Жюльен Шпрунгер (нім. Julien Sprunger, фр. Julien Sprunger; 4 січня 1986, Гроле, Швейцарія) — швейцарський хокеїст, нападник, який виступає за «Фрібур-Готтерон» в Національній лізі А з 2002 року.

## Кар'єра

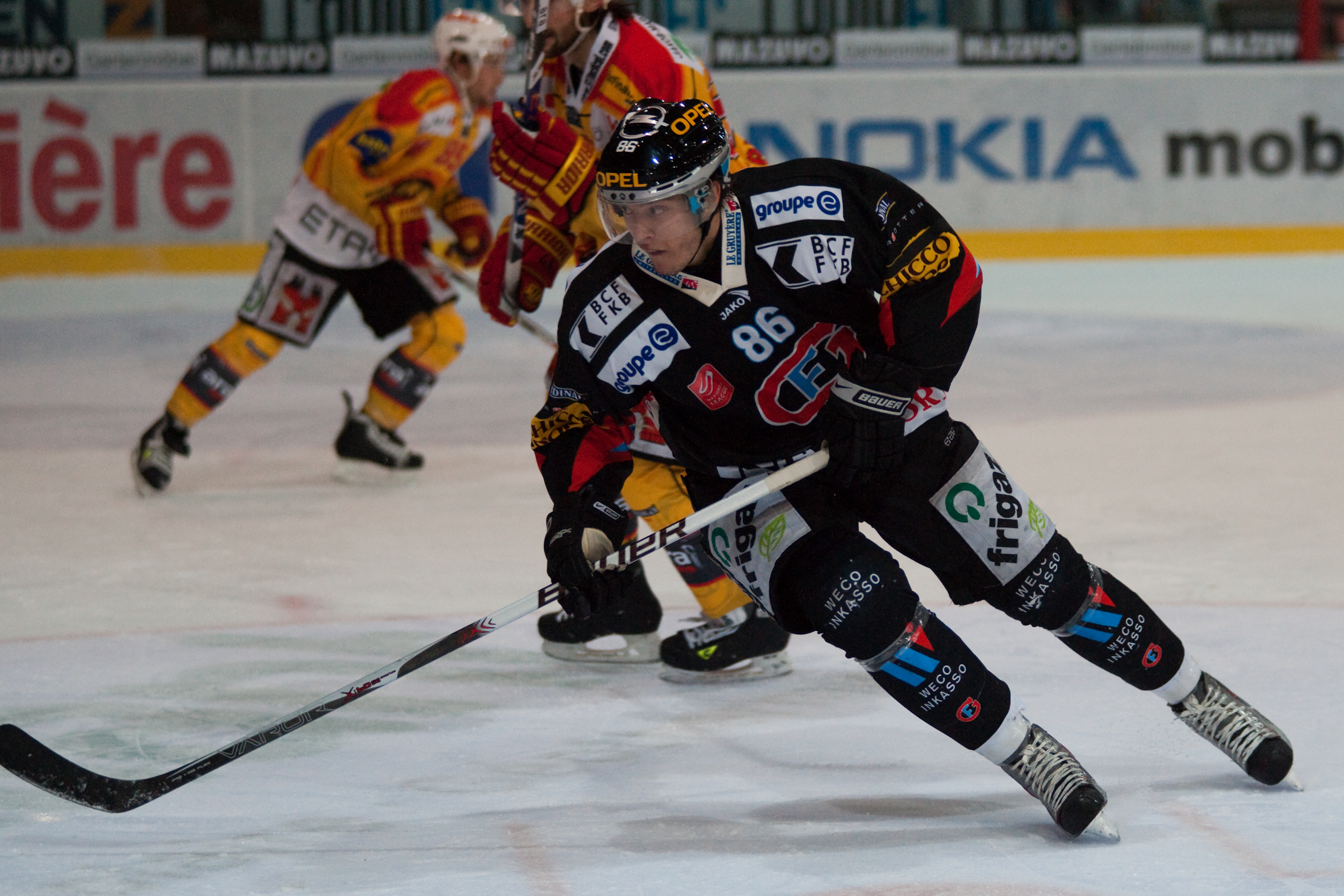
Шпрунгер в кольорах «Фрібур-Готтерон»

Вже в молодшому віці грає в хокей у клубах, що розташовані в кантоні Фрібур. У першій половині сезону 2002/03 років, 16-річний форвард грає за юніорський клуб та набирає 40 очок у 24 матчах. В другій частині сезону Жюльен дебютує в першій команді клубу, який виступає в Національній лізі А. Під керівництвом російського тренера Євгена Попіхіна він грає дві гри. У наступному сезоні Шпрунгер активно виступає в елітному юніорському чемпіонаті під керівництвом нового тренера Майка МакПарланда. У 46 матчах, включаючи плей-оф, молодий нападник набрав п'ять очок (2 + 3).
Талант Шпрунгера не залишився непоміченим скаутами Національної хокейної ліги, і влітку у драфті НХЛ 2004 був обраний в четвертому раунді, під 117-м номером «Міннесотой Вайлд». В сезоні 2004/05 Жюльен, став невід'ємною частиною клубу «Фрібур-Готтерон». Він провів за сезон 41 гру, набрав в три рази більше очок — 16 (9 + 7). Крім того, він зіграв одну гру в клубі-партнері «Ла Шо-де-Фон» в Національній лізі B. У наступні роки, Шпрунгер постійно розвивається і завжди набирав більше 20 очок бомбардирського доробку. Прорив стався в сезоні 2007/08. Жюльен набрав 47 очок (27 + 20), посів 14 сходинку в рейтингу бомбардирів, команда тренера Сержа Пеллетьє вперше з 2004 року грала в плей-оф. У п'яти іграх плей-оф, нападник набрав три очка (2 + 1). По закінченню сезону Жюльена визнали найціннішим гравцем Національної ліги А. В наступному сезоні Шпрунгер підтвердив свій бомбардирський хист, у 47 матчах набрав 46 очок (25 + 21), в іграх плей-оф — 10 матчів та 10 очок (6 + 4).
Через важку травму хребта, якої він зазнав під час чемпіонату світу 2009 року, Жюльен пропустив значну частину сезону 2009/10. Нападник повернувся в чемпіонат у середині листопада 2009 року,, в ході сезону, Шпрунгер зіграв лише 35 матчів, включаючи плей-оф, набрав 32 очка (13 + 19). В сезоні 2010/11 років, Жюльен підтвердив свій бомбардирський хист — 54 матчі та набрав 44 очка (16 + 28). Наступний сезон відзначений тим фактом, що Жюльен Шпрунгер під керівництвом нового тренера Ганса Коссманна призначений асистентом капітана команди.
Сезон 2012/13 один із найуспішніших в кар'єрі Жюльена, ХК «Фрібур-Готтерон» після регулярного чемпіонату посів перше місце, сам нападник провів 32 гри та набрав 33 очка (19 + 14), в плей-оф дійшли до фіналу, де поступились СК «Берн», здобутки Шпрунгера в плей-оф, такі: 16 матчів та 13 очок (5 + 8).

## Кар'єра (збірна)

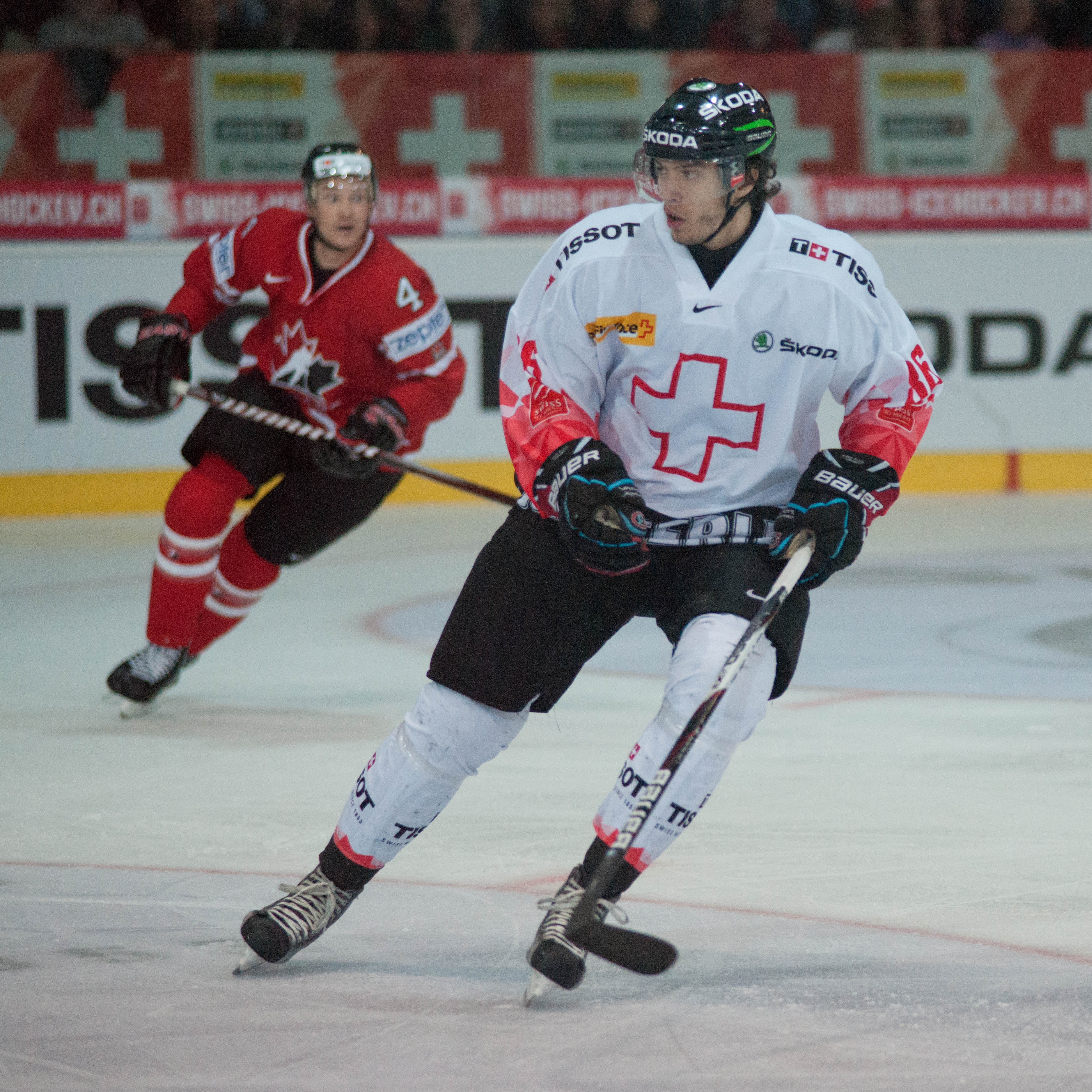
Шпрунгер в матчі -

Вперше взяв участь у чемпіонат світу серед юніорів до 18 років в І дивізіоні у 2004 році, провів 5 матчів та заробив 9 очок (7 + 2), чим зробив значний внесок для виходу збірної Швейцарії до вищого дивізіону. У 2005 та 2006 роках брав участь у молодіжних чемпіонатах світу. Жюльен на обох чемпіонатах є одним із найрезультативніших гравців збірної.
З 2007 Шпрунгер постійно виступає в складі національної збірної, а саме на чемпіонатах світу: 2007, 2008, 2009 та 2011 років. Крім того, форвард виступав на Зимових Олімпійських іграх 2010 року в хокейному турнірі у Ванкувері, Канада. Швейцарці посіли восьме місце, поступившись у чвертьфіналі збірній США 0:2. Найкраще місце на чемпіонаті світу сьоме місце у 2008 році.
Під час чемпіонату світу 2009 року Шпрунгер отримав серйозну травму. У кваліфікаційному раунді в матчі проти збірної США, він зіткнувся з Девідом Бейксом, в результаті Жюльена відправили до лікарні. Як результат, операція та пропуск більшої частини сезону NLA 2009/10 років.

## Нагороди та досягнення
- 2004 Перемога в І дивізіоні чемпіонату світу серед юніорів до 18 років.
- 2004 Найкращий бомбардир чемпіонату світу серед юніорів до 18 років.
- 2008 Найцінніший гравець Національної ліги А.
- 2012 в команді «Усіх зірок» Кубка Шпенглера.